# Giacomo Zanoni
Giacomo Zanoni (* 6. Januar 1615 in Montecchio Emilia; † 24. August 1682 in Bologna) war ein italienischer Botaniker.

## Leben
Giacomo Zanoni wurde 1615 als Sohn eines Apothekers in Montecchio Emilia, einem Ort in der Nähe von Reggio nell’Emilia, geboren. Mit etwa 20 Jahren schickte ihn sein Vater nach Bologna. Er studiert dort bei Bartolomeo Ambrosini (1588–1657), dem Nachfolger von Ulisse Aldrovandi.
Mit 27 Jahren wurde er Vorsteher des botanischen Gartens Bologna. Er legte ein oft besuchtes naturhistorisches Raritätenkabinett an und bereiste die italienischen Alpenregionen.
1675 erschien sein Werk Istoria botanica, das 1742 durch Gaetano Lorenzo Monti ins Lateinische übertragen und erweitert wurde.

## Ehrentaxon
Charles Plumier benannte ihm zu Ehren eine Gattung Zanonia. Carl von Linné stellte die von Plumier beschriebenen Pflanzen allerdings zur Gattung Commelina. Unter dem heute bekannten Gattungsnamen Zanonia beschrieb Linné seinerseits eine Gattung der Pflanzenfamilie der Kürbisgewächse (Cucurbitaceae). Auch die Silberhülse (Argyrolobium zanonii), eine Art aus der Familie der Hülsenfrüchtler (Fabaceae) ist nach ihm benannt.

## Schriften (Auswahl)

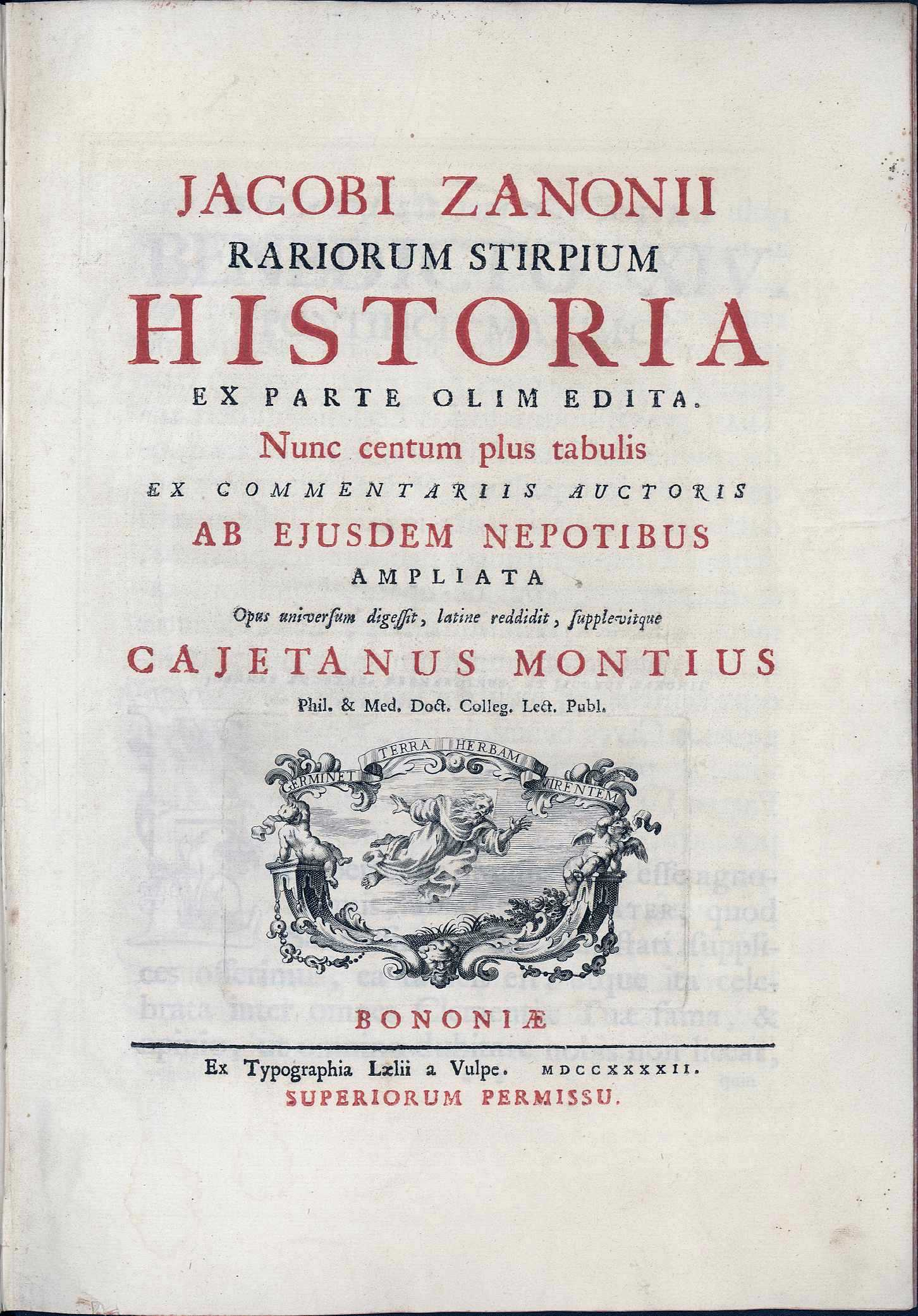
Titelseite “Rariorum stirpium historia” von Zanoni herausgegeben von Gaetano Lorenzo Monti 1742

- Indice delle piante portate nell’anno 1652… Bologna 1652.
- Istoria botanica… Nella quale si descriveno alcune piante degl'antichi, da moderni con altri nomi proposte; e molt’altre non più osservate, e da varie reggioni del mondo venute, con le virtù, e qualità della maggior parte di esse, & in figure al vivo rappresentate… Gioseffo Longhi, Bologna 1675.
- Rariorum stirpium historia ex parte olim edita. Nunc centum plus tabulis ex commentariis auctoris ab ejusdem nepotibus ampliata… Lelio Della Volpe, Bologna 1742 (erweiterte, lateinische Ausgabe von Gaetano Lorenzo Monti).

## Nachweise

## Weiterführende Literatur
- G. Cristofolini, A. Managlia: Giacomo Zanoni e la botanica a Bologna nel XVII secolo. In: Notiziario della Società Botanica Italiana. Band 5, Nr. 2, 2021, S. 295–303 (PDF).